# Вилли Девиль
Вилли Девиль (англ. Willy DeVille, при рождении Уильям Пол Борси-мл., англ. William Paul Borsey Jr.; 25 августа 1950, Стамфорд — 6 августа 2009, Нью-Йорк) — американский певец и композитор. Был популярен в Европе, при этом почти не был замечен в США.
Со своей группой Mink DeVille (1974—1985), а затем за два десятилетия сольной карьеры Девиль создавал песни в совершенно оригинальном стиле, под значительным влиянием аутентичных традиционных американских музыкальных направлений. Девиль работал почти во всем спектре современной музыки, в том числе с Джеком Ницше, Доком Помусом, Марком Нопфлером и Эдди Бо.

## Дискография

### Mink DeVille
- 1977: Cabretta (in Europe); Mink Deville (in the U.S.) (Capitol Records)
- 1978: Return to Magenta (Capitol)
- 1980: Le Chat Bleu (Capitol)
- 1981: Coup de Grâce (Atlantic)
- 1983: Where Angels Fear to Tread (Atlantic)
- 1985: Sportin' Life (Polydor Records)

### Сольная карьера
- 1987: Miracle (Polydor Records)
- 1990: Victory Mixture (Sky Ranch) 1990 (Orleans Records)
- 1992: Backstreets of Desire (FNAC) (Rhino Entertainment, 1994)
- 1993: Willy DeVille Live (a.k.a. Live in Paris and New York) (FNAC, Ace/Big Beat)
- 1995: Big Easy Fantasy (New Rose)
- 1995: Loup Garou (East West Records) (Discovery Records, 1996)
- 1999: Horse of a Different Color (EastWest)
- 2002: Acoustic Trio Live in Berlin (Eagle Records)
- 2004: Crow Jane Alley (Eagle)
- 2008: Pistola (Eagle)